# Rogozina (Karcino)
Rogozina – środkowa część wsi Karcino, położona w województwie zachodniopomorskim, w powiecie kołobrzeskim, w gminie Kołobrzeg.
Przed 1945 r. niemiecką nazwą było Mittelhagen. W 1948 r. wydano rozporządzenie ustalające, że polską nazwą tej części wsi będzie Rajewo. Jednakże opierając się na innym rozporządzeniu z 1947 r. ustalającej dla drugiej wsi Mittelhagen (tj. Rogozina) w powiecie gryfickim (wtedy nie był to powiat kołobrzeski) określono lokalnie, że część wsi przyjmie nazwę Rogozina. Urzędowa nazwa Rogozina została usankcjonowana w 1982 r.